# Diócesis de Maiduguri
La diócesis de Maiduguri (en latín: Dioecesis Maiduguriensis y en inglés: Roman Catholic Diocese of Maiduguri) es una circunscripción eclesiástica de la Iglesia católica en Nigeria. Se trata de una diócesis latina, sufragánea de la arquidiócesis de Jos. Desde el 6 de junio de 2009 su obispo es Oliver Dashe Doeme.

## Territorio y organización
La diócesis tiene 132 000 km² y extiende su jurisdicción sobre los fieles católicos de rito latino residentes en los estados de Borno, Yobe y el extremo norte de Adamawa.
La sede de la diócesis se encuentra en la ciudad de Maiduguri, en donde se halla la Catedral de San Patricio.
En 2021 en la diócesis existían 43 parroquias.

## Historia
La prefectura apostólica de Maiduguri fue erigida el 29 de junio de 1953 con la bula Rem Nos facere del papa Pío XII, derivando el territorio de la prefectura apostólica de Jos (hoy arquidiócesis).
El 7 de junio de 1966 la prefectura apostólica fue elevada a diócesis con la bula Id semper del papa Pablo VI.
En 2014 la diócesis fue objeto de persecución anticristiana por parte de Boko Haram: más de 2500 católicos fueron asesinados; hay aproximadamente 100 000 personas desplazadas, entre ellas 26 sacerdotes de los 46 que trabajan en la diócesis; hay más de 20 religiosas desplazadas; más de 200 niñas han sido secuestradas; más de 50 parroquias han sido destruidas (algunas de ellas varias veces), mientras que unas 40 han sido abandonadas y ocupadas por Boko Haram. De 5 conventos, 4 han sido abandonados.

## Estadísticas
Según el Anuario Pontificio 2022 la diócesis tenía a fines de 2021 un total de 202 745 fieles bautizados.
| Año                                                                             | Población            | Población | Población      | Sacerdotes | Sacerdotes    | Sacerdotes    | Bautizados por sacerdote | Diáconos permanentes | Religiosos | Religiosos | Parroquias |
| Año                                                                             | Bautizados católicos | Total     | % de católicos | Total      | Clero secular | Clero regular | Bautizados por sacerdote | Diáconos permanentes | Varones    | Mujeres    | Parroquias |
| ------------------------------------------------------------------------------- | -------------------- | --------- | -------------- | ---------- | ------------- | ------------- | ------------------------ | -------------------- | ---------- | ---------- | ---------- |
| 1970                                                                            | 11 560               | 3 347 898 | 0.3            | 23         |               | 23            | 502                      |                      | 25         |            |            |
| 1980                                                                            | 35 049               | 3 688 000 | 1.0            | 19         | 2             | 17            | 1844                     |                      | 23         | 7          | 1          |
| 1990                                                                            | 68 320               | 5 208 000 | 1.3            | 25         | 8             | 17            | 2732                     |                      | 18         | 29         | 1          |
| 1999                                                                            | 99 130               | 5 200 000 | 1.9            | 30         | 24            | 6             | 3304                     |                      | 8          | 35         | 1          |
| 2000                                                                            | 99 870               | 5 200 000 | 1.9            | 29         | 25            | 4             | 3443                     |                      | 6          | 36         | 1          |
| 2001                                                                            | 100 000              | 5 200 000 | 1.9            | 28         | 24            | 4             | 3571                     |                      | 4          | 38         | 1          |
| 2002                                                                            | 102 000              | 5 200 000 | 2.0            | 29         | 25            | 4             | 3517                     |                      | 4          | 39         | 1          |
| 2003                                                                            | 103 000              | 5 200 000 | 2.0            | 31         | 28            | 3             | 3322                     |                      | 3          | 36         | 1          |
| 2004                                                                            | 109 000              | 5 200 000 | 2.1            | 34         | 31            | 3             | 3205                     |                      | 3          | 36         | 25         |
| 2013                                                                            | 222 749              | 6 670 000 | 3.3            | 59         | 57            | 2             | 3775                     |                      | 2          | 36         | 39         |
| 2016                                                                            | 163 700              | 7 113 000 | 2.3            | 47         | 44            | 3             | 3482                     |                      | 3          | 23         | 39         |
| 2019                                                                            | 187 422              | 6 012 590 | 3.1            | 52         | 48            | 4             | 3604                     |                      | 4          | 17         | 43         |
| 2021                                                                            | 202 745              | 6 612 685 | 3.1            | 64         | 60            | 4             | 3167                     |                      | 4          | 12         | 43         |
| Fuente: Catholic-Hierarchy, que a su vez toma los datos del Anuario Pontificio. |                      |           |                |            |               |               |                          |                      |            |            |            |

## Episcopologio
- James Timothy Kieran Cotter, O.S.A. † (5 de julio de 1962-15 de marzo de 1988 falleció)
- Senan Louis O'Donnell, O.S.A. † (18 de septiembre de 1993-28 de febrero de 2003 retirado)
- Matthew Man-Oso Ndagoso (28 de febrero de 2003-16 de noviembre de 2007 nombrado arzobispo de Kaduna)
- Oliver Dashe Doeme, desde el 6 de junio de 2009